# ازدمیر آصف
ازدمیر آصف (متولد ۱۱ ژوئن ۱۹۲۳ در آنکارا – درگذشته ۲۸ ژانویه ۱۹۸۱ در استانبول) شاعر ترکیه‌ای است.
ازدمیر آصف که نام اصلی‌اش «خالد ازدمیر آرون» است، پدرش محمد آصف، عضو شورای امور خارجه بود. پدر را در سال ۱۹۳۰ از دست داد. در این سال خانواده به استانبول نقل مکان کرد، مادرش وی را برای تحصیلات ابتدایی و راهنمایی به مدرسه گالاتاسرای فرستاد. در همین زمان است که به ادبیات علاقه‌مند می‌شود. آصف، سال ۱۹۴۲ از دبیرستان پسرانه کاباتاش [یکی از بخش‌های اروپایی استانبول] فارغ‌التحصیل شد. در دانشگاه استانبول دو سال در دانشکده حقوق و سه سال در دانشکده اقتصاد تحصیل کرد.
به منظور کار در مؤسسه روزنامه‌نگاری در سال ۱۹۴۷ تحصیل در آموزش عالی را رها کرد. برای مدتی در اداره بیمه و مدتی هم در روزنامه «زمان» و «طنین» به عنوان مترجم (از زبان فرانسه) کار کرد. اولین نوشته‌هایش در سال ۱۹۳۹ در مجله «ثروت فنون» چاپ شد. ۱۹۵۱ «چاپخانه هنر» را تأسیس کرد و آثارش را تحت عنوان «انتشارات میزگرد» منتشر کرد.
ازدمیر آصف از همسر اول خود «صباحت سلما تزاکین»، دختری به نام «صدا» و از همسر دوم خود «ییلدیز موران آرون» سه پسر به نام‌های گون، اولغون و اتکین دارد. «ییلدیز موران آرون» (۱۹۳۲–۱۹۹۵) عکاس ترکیه‌ای در ۳۰ سالگی با ازدمیر ازدواج می‌کند. او کسی است که به عنوان عضو افتخاری مؤسسه عکاسی از آکادمی هنرهای زیبا در استانبول انتخاب شده‌است. صدا دختر ازدمیر بعد از پدر کتابی با نام «نامه‌هایی برای تو» که شامل نامه‌های پدر به مادرش است را منتشر می‌کند.
مجموعه اشعار او عبارتند از:
- دنیا به چشم من گریخت - ۱۹۵۵
- تو تو تو – ۱۹۵۶
- در آستانه در - ۱۹۵۷
- نرمی نوازشی نیست - ۱۹۶۲
- چگونه‌ای - ۱۹۷۰
- گلها را نخورید - ۱۹۷۵۸.

در سال ۱۳۹۳ گزینه اشعار اوزدمیر آصف با عنوان (تو را صدا خواهم زد) با ترجمه صابر حسینی توسط نشر مهر نوروز به چاپ رسیده‌است.
- من نبودم - ۱۹۷۸
- امروز و امروز (اشعار چاپ نشده)- ۱۹۸۴
- بعد از من شادی

همچنین در میان کارهای او دو اثر «گوشه‌های دایره_ ترجمه شده توسط شاعر و نویسنده ایرانی حامد زرین قلمی در سال نود و هشت با نشر آثار برتر_» و «تنهایی تقسیم نمی‌شود» که شامل ۷۰۰ آموزه اخلاقی یا آتیکا است و حائز اهمیت ادبی و غنایی ویژه‌ای هستند. داستان «باران دیروزی خواهد بارید» در سال ۱۹۸۷ و کتاب «دربارهٔ ازدمیر آصف» که شامل خود نوشت‌ها و تجربیات شخصی شاعر دربارهٔ موضوعات مختلف است در سال ۱۹۸۸ بعد از مرگ وی منتشر شد. در میان آثار ترجمه‌ای ازدمیر نیز می‌توان به «قصیده زندان ریدینگ» اثر اسکار وایلد شاعر و نویسنده ایرلندی که در سال ۱۹۶۸ اشاره کرد. برخی از ترجمه‌های او از شاعران فرانسوی چون کلمان مرو، یواخیم دو بله، مارسلین دبورد-والمور، آلفرد دو موسه، پل الوار و شاعر آمریکایی لنگستن هیوز و… در کتابی با عنوان «هیدیم: ترجمه‌هایی از اشعار و آموزه‌های اخلاقی» گرد آمده‌است.
در اشعار نخستین، اشعار تک بیتی و رباعی‌های ممتاز و منحصربه‌فردی دیده می‌شود. وی در اشعارش، روابط در جامعه انسانی را به عنوان موضوعی برای خلق شعری جهانی پی می‌گیرد. توامان شدن هیجانات و تفکرات عمیق، به سخره گرفتن و کوبیدن، از ویژگیهای غالب شعر اوست. جنبه‌های روابط انسانی اجتماعی و فردی در دوتایی «من و تو» به تصویر کشیده شده‌است. مضامین عشق، جدایی، مرگ، جایگاه خاصی دارد و علاقه خاص وی به بحثهای نظری در زبان شعری، کاملاً نمود دارد.
گزینه اشعار «بعد از شعر چه می‌شود؟» با ترجمهٔ داریوش محمدی مجد و توسط نارنجستان کتاب منتشر شده‌است.

## نمونه شعر
در رویایم عشق را دیدم.. دنبال انسان می‌گشت
بیدار شدم، انسان را دیدم.. دنبال عشق می‌گشت.
تمام دنیا را خواستم بغل کنم
دستهایم به هم نرسید